# Ludwig Hünersdorf
Ludwig Hünersdorf (1748-1812) était écuyer militaire du régiment des gardes du Prince électeur de Hesse, Guillaume Ier dont il est devenu le maitre écuyer.

## Biographie
Sa formation militaire l'amène à relier l'équitation classique, fondée sur De la Broue, Newcastle et surtout La Guérinière avec les nécessités du dressage des chevaux de remonte et d'amateur. 
Son traité paru en 1791 « Anleitung zu der Natürlichsten und leichtesten Art Pferde Abzurichten (Méthode pour dresser les chevaux de la façon la plus naturelle et la plus facile) » est en ce sens, non l'œuvre d'un novateur ou d'un chef d'école, mais l'un des premiers manuels s'adressant au cavalier moyen de l'époque. Il insiste sur l'importance d'un travail à la longe bien conduit, distingue entre l'efficacité et l'académisme de la position du cavalier, et surtout prône l'équilibre dans le rassembler sans mettre sur la croupe : « Ce n'est certes pas là rassembler un cheval mais le massacrer en l'acculant ». Cet ouvrage sera réédité six fois en cinquante ans et traduit en français par Armand de Brochowski sous le titre « Équitation Allemande », et lui vaudra outre la célébrité, la place de grand Écuyer du roi Frederic de Wurtemberg. Hünersdorf sera également l'un des inspirateurs de Gustav Steinbrecht.

## Publication
- Équitation Allemande.  (ISBN 2-7025-0709-3)

## Quelques citations
- l'art de l'équitation ne consiste pas simplement dans l'assujettissement du cheval à nos volontés par la contrainte mais encore et davantage à parler à son intelligence...
- tout objet mis en équilibre est facile à mouvoir.
- en même temps que la main fait agir une rêne, il faut aussi qu'elle reste maître de l'autre pour savoir lui imprimer son juste degré d'opposition.
- ..sans précaution, il (le cavalier) peut plus gâter en une minute qu'il ne saurait rectifier en bien longtemps.